# Reductie van Groningen
Westeuropa

Oosterweel – Dahlen – Heiligerlee – Jemgum – Jodoigne – Le Quesnoy – Brielle – Mons – Goes – 1. Mechelen – Naarden – Middelburg – Haarlem – Alkmaar – Geertruidenberg – Leiden – Delft – Valkenburg – Mooker Heide – Schoonhoven – Zierikzee – 1. Antwerpen – Gembloux – Rijmenam – 1. Deventer – Borgerhout – 1. Maastricht – 2. Mechelen – 1. Steenwijk – Kollum – 1. Breda – Noordhorn – Niezijl – Lochem – Lier – Eindhoven – Steenbergen – Ghent – Aalst – 2. Antwerpen – IJsseloord – Empel – Boksum – 1. Grave – 1. Venlo – Axel – Neuss – 1. Rheinberg – Zutphen – 1. Sluis – 1. Bergen-op-Zoom – 2. Geertruidenberg – 2. Breda – 2. Zutphen – 2. Deventer – Delfzijl – Knodsenburg – 1. Hulst – Nijmegen – Rouen – Caudebec – 2. Steenwijk – 1. Coevorden – 3. Geertruidenberg – 2. Coevorden – Groningen – Huy – 1. Groenlo – Lippe – Calais – 2. Hulst – Turnhout – 2. Rheinberg – 1. Moers – 2. Groenlo – Bredevoort – Enschede – Ootmarsum – 1. Oldenzaal – 1. Lingen – 1. Schenckenschans – Zaltbommel – Rees – San Andreas – Nieuwpoort – 3. Rheinberg – Ostende – 1. 's-Hertogenbosch – 2. Grave – Hoogstraten – 3. Sluis
Zwölfjähriger Friede

2. Lingen – 3. Groenlo – Aachen – Jülich – 2. Bergen op Zoom – Fleurus – 3. Breda – 2. Oldenzaal – 4. Groenlo – 2. 's-Hertogenbosch – Slaak – 2. Maastricht – Leuven – 2. Schenkenschans – 4. Breda – 2. Venlo – Kallo – 3. Hulst
Europäische Gewässer

Vlissingen – Borsele – Haarlemmermeer – Zuiderzee – Schelde – Lillo – Ponta Delgada – Bayona Islands – Golf von Almería – 1. Cadiz – Azoren – Straße von Dover – 2. Sluis – 1. Kap St. Vincent – 1. Gibraltar – 2. Gibraltar – 2. Cadiz – Lizard Point – Dünkirchen – Calais – Downs – 2. Kap St. Vincent – 2. St. Martin
Amerika

Bahia – Matanzas – St. Martin – San Juan – Abrolhos – Pernambuco – Südchile
Ostindien

Playa Honda – 1. San Salvador – 2. San Salvador – La Naval de Manila – Puerto de Cavite

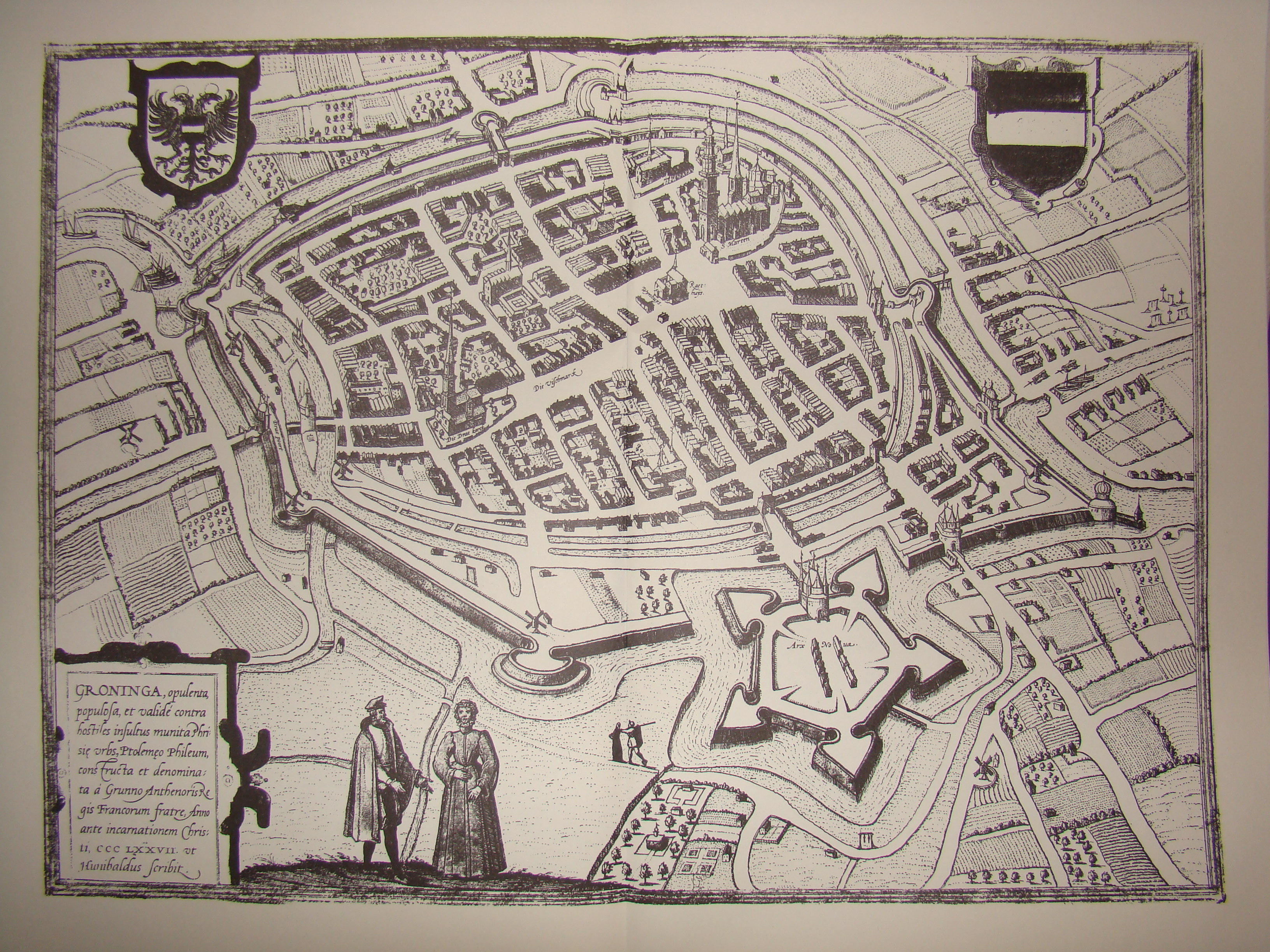
Groningen mit seinen Wehranlagen 1572, Karte von Frans Hogenberg.

Mit der Reductie van Groningen wird die Kapitulation der niederländischen Stadt Groningen vor den Truppen Prinz Moritz’ von Oranien und Wilhelm Ludwigs, Graf von Nassau-Dillenburg am 22. Juli 1594 bezeichnet.
Diese bedeutete das Ende der spanischen Vorherrschaft und den Anschluss der Stadt an die niederländische Republik, wobei die Stadt gleichzeitig mit den umliegenden friesischen Gauen der Ommelande zusammengelegt wurde, die heute die Provinz Groningen bilden.
Das niederländische Wort reductie stammt aus dem Lateinischen reductio zu reducere und bedeutet ‚zurückziehen‘ oder ‚zurückführen‘.
Damit ist in der niederländischen Geschichtsschreibung Groningens Rückkehr in die Republik gemeint.
Die Reductie veränderte die politische Situation der Stadt und der umgebenden Provinzen (Ommelande) dauerhaft. Der Übergang in die protestantische Herrschaft wurde auch begleitet durch die Enteignung allen Eigentums der römisch-katholischen Kirche.

## Hintergrund
Die Stadt Groningen hat sich seit jeher als unabhängige Stadt betrachtet. Der Bischof von Utrecht übte zwar lange die Herrschaft über die Stadt aus, seine Autorität war aber gering. Die Stadt verlor ihre Unabhängigkeit zu Beginn des 16. Jahrhunderts, nachdem sie nacheinander Edzard I., Graf von Ost-Friesland, Karl von Egmond und schließlich Kaiser Karl V. als Herren anerkennen musste. Jedoch blieben stets die alten Rechte der Stadt unangetastet.
In der Absicht, das weitere Vordringen der Reformation aufzuhalten, wurde am 12. Mai 1559 das erste Bistum Groningen gegründet. Es entstand aus der Zusammenlegung von ausgegliederten Teilen der Bistümer Utrecht, Münster und Bistum Osnabrück und bestand bis zur Einnahme der Stadt Groningen durch Moritz von Oranien. (Siehe auch Bistum Groningen-Leeuwarden)
Zu Beginn des Niederländischen Aufstands sah es so aus, als könnte die Stadt ihre Eigenständigkeit erhalten. Jedoch stand sie den Entwicklungen misstrauisch gegenüber. So erschien Ludwig von Nassau-Dillenburg, nachdem er die Schlacht von Heiligerlee erfolgreich für sich entscheiden konnte, mit seinen Truppen vor den Toren Groningens, wurde aber nicht hereingelassen.
Die Stadt gehörte 1576 zu den Unterzeichnern der Genter Pazifikation. In den Gesprächen, die drei Jahre später der Gründung der Utrechter Union vorangingen, entstand bei den Stadtvätern der Eindruck, dass Wilhelm von Oranien die alten Stadtprivilegien antasten wollte. Der Statthalter der nördlichen Provinzen, Georg von Lalaing, Graf von Rennenberg, obgleich katholischen Glaubens, hatte Mühe, keine der Parteien zwischen den Aufständischen und König Philipp II. gegen sich aufzubringen. Erst in der Nacht zum 3. März 1580 wechselte Lalaing ins katholische Lager des spanischen Königs Philipp II., wodurch Spanien erheblich an Einfluss gewann. Dies ging als „Verrat von Rennenberg“ in die niederländische Geschichte ein.
Aufgrund Wilhelm von Oraniens militärischer Aufstellung kostete es die Stadt nur wenig Überwindung, dem Überläufer ihre Gefolgschaft zu versichern. Für die Republik entstand hierdurch eine große Gefahr. Friesland und das Groninger Umland hatten sich vollständig dem Aufstand angeschlossen, nur die strategische Lage Groningens verhinderte noch das Zusammenwachsen der Republik. Jedoch wagte die Republik nicht, Groningen anzugreifen, da es durch eine starke Stadtbefestigung geschützt war.
Zwischen der Verwaltung der Stadt und den Generalstaaten wurden umfangreiche Verhandlungen geführt, um eine Lösung zu finden. Ratspensionär Johan van Oldenbarnevelt war bereit, eine Lösung zu akzeptieren, in der Groningen als Freie Stadt unter der formellen Herrschaft des Herzogtums Braunschweig-Lüneburg anerkannt würde und dies zudem bei Zugeständnis der katholischen Religionsausübung. Der friesische Statthalter Wilhelm Ludwig (niederländisch Willem Lodewijk) wollte jedoch nichts von der Aufgabe der Souveränität zugunsten des Braunschweiger Herzogs wissen. Eine Freie Stadt würde zudem ohne Zweifel ihre alten Rechte in den Ommelanden, die sich dem Aufstand angeschlossen hatten, zurückgewinnen wollen.

## Einschluss
In Vorbereitung auf die Belagerung Groningens tobte ein Kampf um die Schanzen des Vorlandes. Sowohl die Spanier als auch die Generalstaaten hatten etliche solcher Befestigungsbauwerke im Umland Groningens anlegen lassen. Wilhelm Ludwig eroberte nun langsam aber stetig viele der spanischen Befestigungen, so u. a. in der Schlacht um Zoutkamp, welche den Meereszugang Groningens abschloss. Während Moritz seinen Feldzug 1591 führte, wurden bereits Pläne zur Belagerung Groningens gemacht. Jedoch sah man aufgrund der starken Befestigung und weiterhin existierender Versorgungswege Schwierigkeiten. Allerdings wurde gerade Delfzijl eingenommen, Groningens noch verbliebene Hafenverbindung zum Meer. Ein Jahr später wurde Groningen durch die Eroberung von Steenwijk und Coevorden von der Region Twente getrennt. Die Friesen wollten nun Groningen umschließen, aber die Generalstaaten entschieden sich zunächst Geertruidenberg zu belagern. Aus Protest schickten die Friesen ihre Truppen erst mit einer Verzögerung hinterher.
Wilhelm Ludwig eroberte die Hochmoorgebiete im Osten Groningens, so die Orte Wedde, Winschoten und Slochteren. Dadurch wurde Groningen von Deutschland abgeschnitten. Hierzu bekam Wilhelm Ludwig von Moritz zwanzig Kompanien (Banner, ndl. „Vaandels“) zur Verstärkung. Moritz selbst hatte gerade Geertruidenberg erobert, wodurch die Friesen wieder hofften, dass er nun zur Belagerung Groningens übergehen würde. Die umfangreiche Präsenz spanischer Truppen im Süden der Republik sorgte jedoch dafür, dass Moritz sein Hauptlager nicht verlassen konnte.
Verdugo erhielt zwar einen größeren Anteil an verstärkenden Kräften als Wilhelm Ludwig, aber diese waren nicht rechtzeitig beim Aufmarsch von Wilhelm Ludwigs Truppen im Hochmoorgebiet. Entlang des engen Weges, der nach Deutschland führte, ließ Wilhelm Ludwig 1580 das Fort Bourtange anlegen. Die Stadt Groningen war dadurch vollständig von ihrem Hinterland abgeschlossen. Statthalter Hermann von dem Bergh bat Verdugo um mehr Truppen, aber bedingt durch den nahen Winter war ein Angriff auf die Festung nicht denkbar. Weil die Groninger Situation sich zunehmend verschlechterte, beschloss Verdugo im Winter 1593/1594 Coevorden zu belagern, um eine neue Öffnung zum Süden zu erzwingen. Die Stadt war aber gut mit Lebensmitteln versorgt und konnte standhalten. Auf der spanischen Seite gab es viele Tote durch Erschöpfung und Kälte. Schließlich wurde Verdugo durch die Truppen Moritz’ vertrieben.

## Belagerung
Nach der Belagerung von Coevorden verließen die Truppen der Generalstaaten am 19. Mai 1594 die Stadt und positionierten sich drei Tage später nahe der südlichen Stadtbefestigung Groningens auf einem höher gelegenen Stück Land zwischen den Wasserläufen Hoornsediep und Schuitendiep (heute beide in Groninger Stadtgebiet). Moritz gab den Auftrag die Wasserstände innerhalb der Deiche so anzupassen, dass das tieferliegende Land unter Wasser stehen sollte. Auch ließ er einen Kanal anlegen, um seine Geschütze heranzuführen und einige im umliegenden Land verteilte Schanzen einzunehmen. Lediglich die Schanze bei dem Weiler Aduarderzijl musste in einem Sturmangriff eingenommen werden. Nun konnte das Lager auch von Friesland aus versorgt werden. Zwischenzeitlich wurden die Belagerer durch Regen und einen Ausfall betroffen. Am 3. Juli wurde das Geschütz gegenüber den südöstlichen Stadttoren Ooster- und Heerenpoort in Stellung gebracht.
Die Erwartungen der Generalstaaten waren unterschiedlich. Während einige eine lange Auseinandersetzung vorhersagten, war der Kriegsrat positiv eingestellt und erwartete einen nur kurzen Kampf, da sicher auch die Groninger ihre Befreiung von ihrer langen Belagerung herbeisehnten.
Die Bürger Groningens bewegten aber ihren Rat dazu, nicht mit Moritz in Verhandlungen einzutreten. Es folgte dann ein Kampf über zwei Monate, bei dem die Stadt mit Artillerie beschossen wurde. 400 spanische Besatzungssoldaten sowie 300 Verbündete fielen. Gleichwohl blieb der Schaden in der Stadt gering. Die Stadtregierung hatte zuvor noch auf einen Entsatz durch spanische Truppen gehofft. 
Sie erwarteten die Unterstützung durch Ernst von Österreich. Dieser gab zwar Pedro Henriquez de Acevedo, in den Niederlanden als Fuentes bekannt, den Befehl zum Entsatz Groningens, Acevedo hatte aber Mühe, seine kriegsmüden und meuternden Truppen hierzu noch zu bewegen. Schließlich wurde der Entsatz aufgegeben.
Eine Batterie von 60 Kanonen beschoss die Verteidigungswerke der Stadt.
Besonders das Osttor (Oosterpoort) wurde zerstört. Zeitgleich wurden zusätzlich Minentunnel unter die Oosterpoort getrieben. Die Stadt sah keinen weiteren Ausweg als zu kapitulieren. Als aber die Verhandlungen zwischen der Stadt und den Belagerern beginnen sollten, brach ein Aufstand unter den Bürgern aus. Albert Jargens, einer der vier Bürgermeister, wurde als neuer Anführer ausgerufen und die Kampfhandlungen gegen die Generalstaaten wurden fortgesetzt. Daraufhin ließ Moritz den Sprengstoff im Tunnel zur Explosion bringen, was 150 Menschenleben kostete. Die Truppen der Generalstaaten konnten zum Osttor eindringen und Jarges sah keinen anderen Ausweg mehr, als die Übergabe auszuhandeln.
Moritz und Wilhelm Ludwig waren bereit, über eine Übergabe der Stadt zu günstigen Bedingungen zu reden. In der Tat wurde der Stadt die Beibehaltung ihrer alten Rechte und Freiheiten zugesagt, sodass alle Kämpfe eingestellt wurden und Moritz und Wilhelm Ludwig ehrenvoll in die Stadt einziehen konnten. Die spanischen Truppen, angeführt von Leutnant und (bis dato) Kommandant von Groningen George Liauckema, erhielten den freien Abzug mit ihren Waffen und Gepäck.
In Hinsicht der freien Religionsausübung waren Moritz und Ludwig allerdings nicht willens von der Linie abzuweichen, die Johan van Oldenbarnevelt vor der Belagerung festlegte. Die Bitte, wenigstens eine Kirche für den katholischen Gottesdienst zu behalten, wurde abgelehnt. Nach der Kapitulation verließen alle Mönche und Priester, die zunächst aus dem aufständischen Umland in die Stadt geflüchtet waren, zusammen mit den Besatzungstruppen Groningen in Richtung südliche Niederlande. Die Stadtregierung wurde von Katholiken „gesäubert“ und der katholische Gottesdienst in der gesamten Provinz offiziell verboten.

## Folgen
Für die Republik war die Einnahme von Groningen ein großer Gewinn.
Der gesamte Norden der Niederlande wurde nun endgültig auf die Seite der Aufständischen gebracht. Für die Stadt und die Ommelande bedeutete die Reductie den Beginn einer neuen und, was die Ommelande betrifft, eher erzwungenen Zusammenarbeit.
Im Vertragswerk des „Traktaats van Reductie“ wurde festgelegt, dass die ehemaligen Provinzen zu einer zusammengefasst und so zu einem Teil der Republik werden sollten, wogegen sich Friesland widersetzte. Die heutige Provinz Groningen betrachtet den Zeitpunkt der Reductie als eigentlichen Gründungsakt der Provinz. Dem wurde im Jahr 1994 in einer 400-Jahr-Feier gedacht.

## Traktaat van Reductie
Der „Traktaat van Reductie“ ist ein Vertrag, der am 23. Juli 1594 geschlossen wurde. Die Stadt Groningen war über Jahrhunderte eine selbstständige Verwaltungseinheit, mit dem Status einer Freien Reichsstadt des Heiligen Römischen Reichs (Deutscher Nation). Groningen hatte diese Position nicht formell erworben, da aber die Autorität des Lehnsherrn der Stadt, des Bischofs von Utrecht, eher schwach war, entwickelte sich die Stadt selbst zu einer Art Stadtstaat. Die Stadt hatte das Stapelrecht inne, und versuchte darüber hinaus die Ommelande zu dominieren. Diese aber wehrten sich, was in der Folge über Jahrhunderte bewaffnete Konflikte mit sich brachte.
Nachdem die Spanier abgezogen waren, begann Prinz Moritz unter Mitwirkung der Generalstaaten die Stadt mit den Ommelanden zu vereinen, um mit dieser neugeschaffenen Provinz die Republik der Sieben Vereinigten Provinzen zu formen. Der Sitz der Provinzverwaltung sollte in der Stadt Groningen sein. Dass die Zusammenlegung von „stad en land“, wie die Provinz, bis zur Umbenennung in „Provincie Groningen“ im 19. Jahrhundert, fortan hieß, nicht ohne Reibungen und Streit vonstattengehen würde, sahen die Verfasser des Vertrags vorher.
Obwohl das neue Verwaltungsgebilde innerhalb des Verbunds der Republik formal unabhängig war, wurde eine Regelung getroffen, wonach Streitigkeiten zwischen den beiden Provinzteilen Groningens zur Entscheidung den anderen Generalstaaten vorgelegt werden sollten.
Mitte des 17. Jahrhunderts erwies sich dieses Regelwerk auch als nötig, und Politiker wie Johan de Witt und der friesische Statthalter Willem Frederik van Nassau-Dietz hatten größte Mühe, eine neue Harmonie zwischen „stad en land“ zu erhalten.
Das Traktaat bedeutete das endgültige Ende von Groningen als dominierendem Stadtstaat in „Noord-Nederland“. Um die strategisch wichtige Festung und Stadt finanziell nicht zu schwächen, ließen die Generalstaaten das Stapelrecht unangetastet.
Der Vertrag diente auch als Verfassung der neuen Provinz von Groningen und Ommelande (stad en lande) und legte fest, dass dem Statthalter von Groningen fünf gewählte Männer als Geschworene zugewiesen wurden. Diese Männer wählten den Rat und die Bürgermeister der Stadt.

## Gedenkmünze
Im 16. Jahrhundert war es üblich große Ereignisse auf Gedenkmünzen abzubilden. Auch die Reductie wurde so festgehalten. So wurde in Groningen ein Pfennig geprägt, auf dem ein Ritter mit erhobenem Schwert zu sehen ist. In der anderen Hand hält er ein Schild mit dem Wappen der Stadt. Umlaufend am Rand die Worte: CONSULIBUS IOH: DE DREEWS. MENS: AITING. REN: BUSCH. REINH: CLINGE. Der Kopf des Ritters ist mit drei kleinen Herzen bekrönt. Auf der Rückseite befindet sich der Text: „GRONINGA Des Prinsen sweerd met Godes arm, Bragt Paap en Spanjaert in alarm, Als leugen voor het light verdween, Wiens suivre glans in Templen scheen, Een reghte vreugd voor klein en groot, Die Groningen sluit in haer schoot, Dit heeft des Heeren hand gedaen, En dese Penningen door slaen. REDUCTA, 1594.13. Julij“ – „Des Prinzen Schwert mit Gottes Arm, Bracht Papst und Spanier in Alarm, Als Lügen dem Licht wichen, dessen Glanz im Tempel schien, Eine rechte Freude für Klein und Groß, Die Groningen schloss in seine Runde, Das hat des Herren Hand getan, Eingeschlagen (bzw. verewigt) in diesem Pfennig“, und am Rand: MONUMENTUM REDUCT: CIVIT: GRONING: CELEBRAT: A: IUBEL: 1694. 13 MENS: IUL:

Die silbernen und goldenen Münzen haben einen Durchmesser von 47 mm. Ein Pfennig aus Bronze ist nicht bekannt.
Der Pfennig wurde dem Stadtrat angeboten, der ihn an die Mitglieder der Stadtversammlung vergab wie auch bestimmten weiteren Personen. Ähnliche Münzen wurden für gewöhnlich als Belohnung verschenkt oder als „Ehrenpfennig“ an einer goldenen Kette verliehen. Dies war aber nicht bei diesem Pfennig der Fall. Diese Münzen wurden von Liebhabern in speziell dafür erbauten Kästchen oder Vitrinen aufbewahrt und galten als Andenken.
In späteren Jahrhunderten dienten sie auch dem geschichtlichen Anschauungsunterricht junger Menschen aus gehobenen Kreisen. Als Unterrichtsmaterialien wurden Gipsabdrücke der kostbaren Münzen verwandt oder auch Originale aus Familienbesitz.